# Wolfgang Aly
Wolfgang Aly, vollständig Friedrich Eduard Wolfgang Aly, auch Wolf Aly (* 12. August 1881 in Magdeburg; † 3. September 1962 in Phaistos auf Kreta), war ein deutscher Klassischer Philologe.

## Leben
Wolfgang Aly, Sohn des Altphilologen und Schuldirektors Gottfried Friedrich Aly, eines Urenkels des Kammertürken Friedrich Aly, studierte in Magdeburg und Bonn und wurde 1904 in Bonn mit einer Arbeit über Aischylos promoviert. Während seines Studiums in Marburg wurde er Mitglied der Akademisch-Musikalischen Verbindung Fridericiana. Nach einem Forschungsaufenthalt auf Kreta im Jahre 1905 wurde er im selben Jahr Assistent in Freiburg. 1908 habilitierte er sich dort über den kretischen Apollonkult. Ab 1913 war Aly in Freiburg außerplanmäßiger außerordentlicher Professor und seit 1928 Lektor. Aly beschäftigte sich mit zahlreichen Themen im Bereich der griechischen Literatur (unter anderem zu Aischylos, Hesiod, Herodot, Homer und Strabon). Unter den lateinischen Autoren behandelte er vor allem Titus Livius. Seit 1914 war er Mitarbeiter von Paulys Realencyclopädie der classischen Altertumswissenschaft. Während des Ersten Weltkriegs war er als Batteriechef an der Westfront eingesetzt und erlebte unter anderem die Schlacht um Verdun. Der Kaufmann Ernst Aly ist sein Sohn und der Historiker Götz Aly sein Enkel.

### In der Zeit des Nationalsozialismus
Aly war überzeugter Nationalsozialist: Zum 1. Dezember 1931 trat er als erster Freiburger Hochschulangehöriger der NSDAP bei (Mitgliedsnummer 837.972). Im Februar 1934 wurde er auch Mitglied der SA, in der er bis zum SA-Hauptsturmführer aufstieg. Im März 1933 unterzeichnete er die Erklärung von 300 Hochschullehrern für Adolf Hitler. Nach 1933 wurde er NSDAP-Gauschulungsredner. Er hatte auch Kontakte zum SD und soll für diesen Spitzeldienste geleistet haben. April 1934 trat er dem NSLB bei. 1936 publizierte er die Abhandlung Deutsche Revolution im altsprachlichen Unterricht.
„Mit seinem Eintritt in die NSDAP am 1. Dezember 1931 war er der älteste Parteigenosse an der Universität und versuchte auf diesem Wege, seine Karriere innerhalb und außerhalb Freiburgs zu fördern.“ Zusammen mit den anderen Vertretern der Klassischen Philologie in Freiburg, Hans Bogner und Hans Oppermann, beide ebenfalls Nationalsozialisten, versuchte er eine systemkonforme Ausrichtung des Faches durchzusetzen. Nach dem Weggang der beiden 1941 nach Straßburg stand er jedoch auf verlorenem Posten; all seine Anstrengungen führten ihn nicht zu einer ordentlichen Professur.

### Nach Kriegsende
Nach dem Ende des Zweiten Weltkriegs wurde Aly 1945 als Hochschullehrer entlassen und 1949 pensioniert. Anschließend gehörte er dem Verband der amtsverdrängten Hochschullehrer an. Seine Schriften Homer (1937) und Titus Livius (1938) (Heft 2 bzw. 4 der Reihe Auf dem Wege zum nationalpolitischen Gymnasium) wurden in der Sowjetischen Besatzungszone auf die Liste der auszusondernden Literatur gesetzt.

## Werke
- Literarische Stücke (= Mitteilungen aus der Freiburger Papyrussammlung. Nummer 1). Carl Winter, Heidelberg 1914.
- Volksmärchen, Sage und Novelle bei Herodot und seinen Zeitgenossen. Vandenhoeck & Ruprecht, Göttingen 1921.
- Denkschrift über die Batschka und das südliche Banat. Verein f. d. Deutschtum im Auslande, Berlin 1924.
- Geschichte der griechischen Literatur. Velhagen & Klasing, Bielefeld 1925.
- Der Strabon-Palimpsest Vat. Gr. 2061A. Carl Winter, Heidelberg 1928 (Digitalisat).
- Formprobleme der frühen griechischen Prosa. Dieterichsche Verlh., Leipzig 1929.
- Neue Beiträge zur Strabon-Überlieferung. Carl Winter, Heidelberg 1931 (Digitalisat).
- Livius und Ennius. Von römischer Art. Teubner, Leipzig 1936.
- Homer (= Auf dem Wege zum nationalpolitischen Gymnasium. Band 2). Diesterweg, Frankfurt am Main 1937.
- Titus Livius (= Auf dem Wege zum nationalpolitischen Gymnasium. Band 4). Diesterweg, Frankfurt am Main 1938.
- Strabon von Amaseia. Untersuchungen über Text, Aufbau und Quellen der Geographika (= Strabonis Geographica. Strabons Geographika in 17 Büchern. Text, Übersetzung und erläuternde Anmerkungen. Band 4; = Antiquitas. Reihe 1: Abhandlungen zur Alten Geschichte. Band 5). Rudolf Habelt, Bonn 1957.
- Strabonis Geographica recensuit Wolfgang Aly. Band 1: Praemonenda de nova Geographicorum editione quae vivus impressit Wolfgang Aly. Libri I–II (Prolegomena Strabonis) quos ab editore prelo datos iteratis curis perpoliverunt Ernst Kirsten et Friedrich Lapp (= Antiquitas. Reihe 1: Abhandlungen zur Alten Geschichte. Band 9). Rudolf Habelt, Bonn 1968.
- Strabonis Geographica recensuit Wolfgang Aly. Band 2: Libri III–VI quos ab editore prelo datos iteratis curis perpoliverunt Ernst Kirsten et Friedrich Lapp (= Antiquitas. Reihe 1: Abhandlungen zur Alten Geschichte. Band 19). Rudolf Habelt, Bonn 1972, ISBN 3-7749-1210-6.
- Index verborum Strabonianus. Manuskript zur Vorbereitung der Strabon-Ausgabe auf der Grundlage der Editio maior von G. Kramer (1844–1852). Habelt, Bonn 1983.